# Anostomus anostomus
Anostomus anostomus és una espècie de peix de la família dels anostòmids i de l'ordre dels caraciformes.

## Morfologia
- Els mascles poden assolir 16 cm de llargària total.[3]

## Reproducció
És ovípar.

## Alimentació
Menja cucs, crustacis, insectes i matèria vegetal.

## Hàbitat
Viu en zones de clima tropical entre 22 °C - 28 °C de temperatura.

## Distribució geogràfica
Es troba a Sud-amèrica: Surinam i conques dels rius Amazones i Orinoco.